# Acisoma
Acisoma – rodzaj owadów z rzędu ważek i rodziny ważkowatych (Libellulidae). Obejmuje 6 gatunków występujących w Afryce (włącznie z Madagaskarem) i Azji.

## Podział systematyczny
Do rodzaju zaliczane są następujące gatunki:
- Acisoma ascalaphoides Rambur, 1842
- Acisoma attenboroughi Mens, Schütte, Stokvis & Dijkstra, 2016
- Acisoma inflatum (Selys, 1871)
- Acisoma panorpoides Rambur, 1842
- Acisoma trifidum Kirby, 1889
- Acisoma variegatum Kirby, 1898